# Balassi-strófa
A Balassi-strófa Balassi Bálint költészetében kialakult versforma, a verstörténet szempontjából fontos újítás. Balassi leggyakrabban az ún. Júlia-versekben használja.
A Balassi-strófa három sorból szerkesztett versszak, minden sora a belső rímek által három egységre tagolódik. Emellett az egész vers háromszor három, tehát kilenc strófából áll. Nemcsak külső, hanem a mélyebb, belső kompozícióban is megvalósul a hármas szerkesztési elv.
Legismertebb példája a reprezentatív Balassi-strófa, melynek rímképlete a6 a6 b7, c6 c6 b7, d6 d6 b7. Így tulajdonképpen három hosszúsorból (b-rímek) áll a versszak, minden sorban belső rímekkel.
Példa:
| „                                                            | Királi méltóság, tisztesség, nagy jószág idővel mind elvesznek, Nagy kövek hamuá s hamu kősziklává nagy idővel lehetnek; Jó hírnév, dicsőség, angyali nagy szépség idővel porrá lesznek; … | ” |
| – Balassi Bálint az ő szerelmének örök és maradandó voltáról | |   |

Még egyszer, más szerkesztésben: 
```
  Királi méltóság,          6 a
  tisztesség, nagy jószág   6 a
  idővel mind elvesznek,    7 b
  Nagy kövek hamuá          6 c 
  s hamu kősziklává         6 c
  nagy idővel lehetnek;     7 b 
  Jó hírnév, dicsőség,      6 d
  angyali nagy szépség      6 d 
  idővel porrá lesznek;     7 b
```

A sorok szótagszáma tehát 6-6-7, rímképletük: a-a-b, c-c-b, d-d-b.
Egyes kiadásokban, ahol nem férnek ki egy sorba a hosszúsorok, előfordul, hogy hat sorba tördelik a versszakot.